# Sursele media
Jurnaliștii nu pot acționa fără să primească un flux constant de informații. În ceea ce-i privește pe jurnaliștii sportivi, cele mai utile surse de informații constă în jucătorii și oficialitățile implicate într-un anumit sport. Jurnaliștii uzează de informațiile furnizate de aceștia, pentru a anticipa și reacționa la evenimentele care vor fi transpuse în materialele de presă.

## Relații
Toate acestea necesită crearea unor relații- cu persoane din interior, care doresc să vorbească oficial sau neoficial despre ei înșiși sau despre alți membri, antrenori sau oficialități, despre cluburi și alte grupări aflate la conducere. A crea relații înseamnă a dezvolta un raport bazat pe încredere între jurnalist și informator, care va dori să fie sigur că tot ce spune va fi privit cu responsabilitate. 

## Agende cu persoane de contact
Majoritatea jurnaliștilor au o agendă cu persoane de contact, în care își notează numele, adresele, numerele de telefon și e-mailurile persoanelor care le-au furnizat informații. Este posibil ca aceleași persoane să fie surse utile și pe viitor. 

## Credibilitate și autoritate
Sursele alese de un jurnalist sau pe care acesta le poate cita vor afecta credibilitatea și autoritatea textelor pe care le va redacta. Citatele dintr-o sursă anonimă din cadrul unui club sportiv nu au aceeași autoritate comparativ cu informațiile atribuite antrenorului sau șefului executiv. În mod similar, părerile fanilor și ale suporterilor au mai multă credibilitate dacă aceștia sunt reprezentanții unui grup mai mare, cum ar fi o organizație a suporterilor.

## Informații oficiale
Jurnalismul sportiv este o activitate cu două tăișuri. Pe de o parte, media are într-adevăr nevoie de informații pentru a-și completa paginile și buletinele, iar pe de altă parte, organizațiile sportive au nevoie de publicitate pentru a atrage masele să participe la evenimentele lor și pentru a le cumpăra marfa. Cea mai bună formă de publicitate este gratis, iar media sunt desigur interesate să o furnizeze. 

## Agent de presă
Majoritatea cluburilor și organizațiilor de sport profesionist angajează un agent de presă sau de relații cu publicul care să se ocupe de cerințele mass-media și să facă în așa fel încât fluxul regulat de informații cu privire la cluburile lor și la persoanele angajate acolo să ajungă în spațiul media. 

## Comunicate de presă
Cele mai bune cluburi sportive le oferă jurnaliștilor surse de informații de-a dreptul strălucitoare la începutul fiecărui sezon. Agenții de presă adaugă la acestea obișnuitele comunicate de presă, care vizează evenimentele care vor urma. Majoritatea acestor informații sunt trimise astăzi prin e-mail și pot fi găsite pe site-uri. Majoritatea cluburilor importante organizează cel puțin o conferință de presă pe zi, chiar și în afara sezonului, în încercarea de a menține în mod regulat în atenția publicului activitățile pe care le desfășoară. 

## Pagini Web
Informația devine accesibilă prin intermediul paginilor Web ale cluburilor sportive. Ele includ, totodată, informații utile cu caracter general, cum ar fi listele echipelor sau detalii cu privire la carierele personale ale jucătorilor, statistici, anexe, indicații pentru a ajunge la diferite stadioane, precum și o istorie a clubului respectiv. Jurnaliștii trebuie să consulte în permanență paginile Web ale ambelor cluburi înainte de a scrie despre un meci. 

## Conferințe de presă
Accesul direct la antrenori și la jucători este permis, de regulă, jurnaliștilor care au privilegiul de a intra pe terenurile de antrenament ale cluburilor și îi pot aborda pe jucători imediat după încheierea sesiunilor de antrenament. De obieci, cu câteva zile înaintea unui meci, antrenorii țin conferințe de presă pentru a răspunde la întrebări și pentru a oferi detalii în legătură cu diverse accidentări sau selecționări ale jucătorilor.

## Sponsorii
Un alt grup de persoane care țin foarte mult să se afle în atenția publicului îi constituie sponsorii. Sponsorizarea joacă un rol important în finanțarea majorității sportive, fiind totodată principala sursă de venit a unora dintre ele. În schimbul investițiilor în cluburi, în sportivi și organizații, sponsorii se așteaptă să-și vadă numele pe tricouri și pe decorurile din timpul ședințelor fotografice și al transmisiilor televizate. 

## Serviciile prin cablu și agențiile de presă
Organizațiile mass-media nu se bazează numai pe membrii departamentelor lor sau pe freelancerii cu care au încheiat contracte în scopul obținerii tuturor informațiilor. Multe dintre acestea sunt furnizate de serviciile prin cablu sau agențiile de știri. Majoritatea orașelor mari au agenții de știri care adună informațiile locale pentru a le vinde apoi organizațiilor media naționale. O mare parte din venitul acestora provine din sport, deoarece acoperă tot ceea ce ține de echipele și jucătorii din zonele în care se află, în aceeași măsură ca și un ziar local. Acestea pot face legătura între sursele primare locale, cum ar fi cluburile, și media regionale și naționale, care nu au suficiente resurse pentru a acoperi toate cluburile în mod corespunzător. Agențiile de știri filtrează articolele locale și le evidențiază pe cele de interes național. 

## Alte surse
De obicei, majoritatea sporturilor importante publică un anuar de succes la începutul sezonului sportiv, care constituie o sursă valoroasă de evidențe și statistici.

### Wisden
Probabil cel mai cunoscut este Wisden, almanahul jucătorului de crichet, ce a înregistat statistici ale jocului timp de mai bine de un secol și care devine principala sursă de știri atunci când se exprimă opinii cu privire la anumite aspecte ale jocului odată cu fiecare nouă ediție.

### Fanzinele și site-urile neoficiale
Fanzinele și site-urile neoficiale pot deveni foarte utile pentru determinarea stării de spirit a fanilor, mai ales când o echipă trece prin momente dificile, iar președintele clubului este mai supus presiunilor.

## Alte media
Singura sursă pe care niciun jurnalist nu ar trebui să o ignore o constituie chiar media. Primul semn care indică un articol foarte important apare deseori în cadrul unui interviu radio sau la televiziune sau ca o prezentare în excusivitate în paginile ziarelor. Monitorizarea concurenților este o metodă simplă și ușor de aplicat pentru a ține pasul cu ceea ce se întâmplă în lumea sportului.

## Site-uri utile
- www.bbc.co.uk/sport- oferă cele mai recente știri în legătură cu toate sporturile principale din Marea Britanie și din lumea întreagă, relatări în direct, precum și statistici și biografii ale celor mai importante personalități sportive.
- www.guardian.co.uk
- www.theaustralian.com.au
- www.nytimes.com
- www.cbs.sportsline.com- despre fotbal american, baseball, baschet, golf, hochei pe gheață și tenis
- www.iaaf.org- site-ul organizației internaționale de atletism
- www.cricinfo.com- știri, relatări și statistici primite de la toate națiunile jucătoare de crichet
- www.golfonline.com- reatări și statistici ale tuturor turneelor principale de golf
- www.formula1.com- informații despre clasamentele, traseele, echipele și piloții raliurilor
- www.racingpost.com- despre curse de cai și de câini din Marea Britanie și din lumea întreagă
- www.playtheball.com- știri și statistici din lumea întreagă despre rugby în 13
- www.scrum.com- știri din lumea întreagă, dar și reguli și informații despre rugby-ul în 15
- www.football365.com- știri, echipe, clasamente, rezultate, informații preliminare, relatări, statistici și opinii din principalele ligi europene de fotbal